# Урарту (баскетбольный клуб)
«Урарту» — армянский профессиональный баскетбольный клуб из Еревана, выступающий в чемпионате Армении.

## История
«Урарту» был основан в 2016 году на базе сборной Армении, выигравшей Чемпионат Европы среди малых стран в этом же году. Ереванский баскетбольный клуб с таким же именем существовал в годы СССР и участвовал в чемпионате СССР по баскетболу.
В своем дебютном сезоне 2016/2017 «Урарту» заявился в российскую Суперлигу-1. В девяти первых играх сезона команда не одержала ни одной победы и в декабре 2016 года снялась с соревнований по финансовым причинам.
В 2017 году «Урарту» присоединился к недавно созданной Армянской баскетбольной А-Лиге, став одним из 7 клубов, сыгравших в первом сезоне турнира. Несмотря на завершение регулярного сезона с балансом в 12 побед в 12 играх, в полуфинале «Урарту» уступил «Арцаху».

## Достижения
Чемпионат Армении
- Серебряный призёр: 2018/2019
- Бронзовый призёр: 2017/2018

Суперкубок Армении
- Обладатель: 2019